# Celsiella
Celsiella (лат.) — род бесхвостых земноводных из семейства стеклянных лягушек, обитающих в Южной Америке. Родовое название дано в честь венесуэльского герпетолога Хозефы Сельса Сеньярис.

## Описание
Брюшина белая спереди и прозрачная сзади. Кости бледно-зелёные или зелёные.

## Размножение
Это яйцекладущие земноводные. Самки откладывают яйца на нижней или верхней стороне листьев. Предварительные данные свидетельствуют о том, что самцы охраняют кладку.

## Распространение
Являются эндемиками Венесуэлы.

## Классификация
На февраль 2023 года в род включают 2 вида:
- Celsiella revocata (Rivero, 1985)
- Celsiella vozmedianoi (Ayarzagüena & Señaris, 1997)